# Kurt Flasch

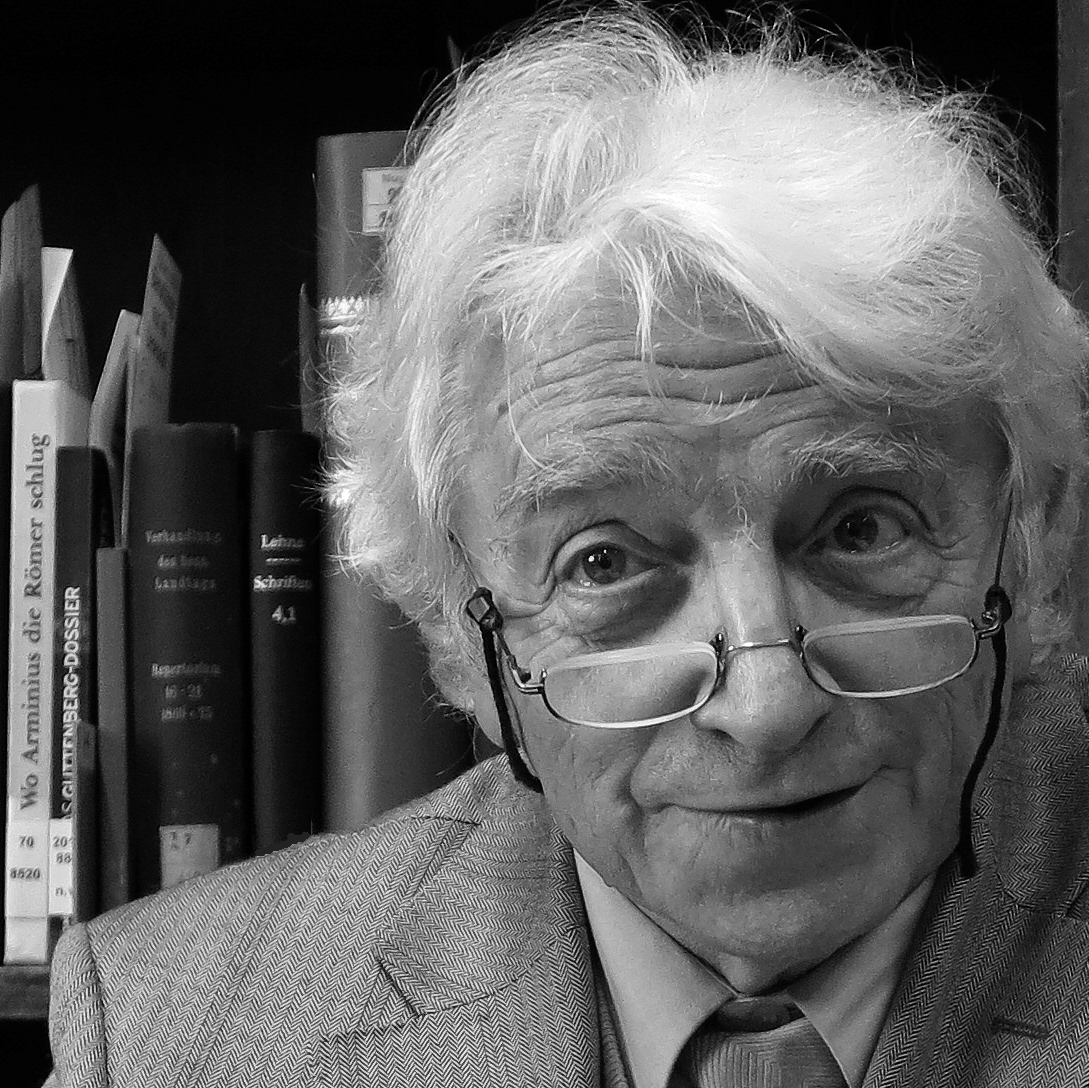
Kurt Flasch, 2012

Kurt Flasch (* 12. März 1930 in Mainz) ist ein deutscher Philosoph, Autor und Philosophiehistoriker, spezialisiert auf die Philosophie der Spätantike und des Mittelalters. Unter anderem befasste er sich eingehend mit den Werken von Augustinus von Hippo, Dietrich von Freiberg, Meister Eckhart und Nikolaus von Kues. Seine Darstellungen sind von den theoretischen Überlegungen geprägt, die er in seinem zweibändigen Werk Philosophie hat Geschichte veröffentlichte. Als Forscher und Herausgeber von Texten beim Corpus Philosophorum Teutonicorum Medii Aevi leistete er Grundlagenarbeit.
Seine wissenschaftliche Methode knüpft an historische Ideen des 19. Jahrhunderts an, als zunehmend Vorstellungen von Geschichtlichkeit und Wandelbarkeit aller Lebensäußerungen einen Umbruch des Denkens anzeigten.  Die philologisch-historische Basis seines Arbeitens bilden gründliche Studien, die gültige Denkmuster in Frage stellen bzw. zerstören. Geschichte der Philosophie versteht er als „Geschichte des Denkens“, das sich an unvorhersehbaren historischen Ereignissen entzündet und feststellbare Wechselwirkungen im philosophischen Diskurs zeigt. Derartige zeitlich bedingte Antworten auf Ereignisse bzw. deren Originalität sind philosophische und historische Themen seiner Forschung.
Kurt Flasch war vielfach als Autor und als Übersetzer im Bereich der Geisteswissenschaften tätig. Das Werk würdigt der Literaturhistoriker Gustav Seibt, indem er 2020 schrieb: „Die Zahl seiner Zeitungsartikel und Essays geht in die Tausende. Er debattierte mit Päpsten, Gelehrten und Dichtern in vielen Sprachen, mischte sich selten, aber dann mit schneidender Schärfe in die Politik ein, am hörbarsten immer, wenn ein Kriegsgeschrei laut wurde.“
Er entwickelte „einen neuen Stil der Philosophiegeschichte“. Philosophisches Denken ist für ihn – im Unterschied zur vorherrschenden, an Dauer interessierten Begriffsphilosophie – eine „nie endende Bewegung“.

## Leben

### Kindheit und Schulzeit
Flasch wurde 1930 als drittes Kind von vier Kindern in einer katholischen Mainzer Eisenbahnerfamilie geboren. Er entstammt einem Milieu, das seine Familie resistent gegen den Nationalsozialismus machte. Als Kind hatte er spannende Erlebnisse in Banden, zu denen er gehörte. Prügeleien und blutige Kämpfe mit Feinden gehörten dazu. Die Kumpane ermöglichten einander Zugang zu Innenhöfen, Scheunen und Werkstätten, und er lernte unbekannte soziale Welten kennen.
Von 1936 bis 1940 besuchte er die Volksschule in Mainz-Kastel. Diese Zeit war nach seiner Erinnerung „erschreckend und beängstigend“. Der Ton des Nazi-Lehrers sei rau, paramilitärisch und laut gewesen. „Das forcierte Mannestum, die forsche Diktion, der kommandierte Sport, das alles stieß mich ab […]“ Flasch war „ein leidlich guter Schüler“ und lernte, sich unauffällig zu verhalten. Rechnen und Naturkunde blieben ihm gefühlsmäßig fern. Die Lektüre katholischer Zeitschriften vermittelte ihm durch Berichte über General Franco und den Spanischen Bürgerkrieg den Eindruck, dass Kommunisten rohe Kerle seien, die Priester und Nonnen massakrieren.
Von 1940 bis zum Abitur im Sommer 1949 besuchte er das Großherzogliche Realgymnasium zu Mainz. Das Gymnasium, das damals den Namen Hermann Görings trug, hatte ihm wenig zu bieten. Seine Lehrer waren für ihn Anlass zu Menschenstudien. Einige waren zur Vertretung aus der Pension zurückgerufen worden. Positiv erwähnt Flasch einen Geschichtslehrer, der spannend und anschaulich erzählte sowie auf die pedantische Wiedergabe von Jahreszahlen verzichtete. An dem Deutsch- und Religionslehrer Dumont beeindruckte ihn dessen „nuanciertes“ Interpretieren und ausdrucksvolles Vorlesen, durch das er eine Atmosphäre schuf, die in Texten Zusammenhänge spüren ließ.
Flasch entwickelte in dieser Zeit im Kontakt mit dem theologisch und philosophisch ausgebildeten Kaplan Ludwig Berg Interesse an der Philosophie des Mittelalters, vor allem an Thomas von Aquin. Im Alter von vierzehn Jahren las Flasch den Philosophen Nietzsches Zarathustra. Berg machte ihn mit einem Bibliothekar bekannt, der Priester und promovierter Historiker war. Dieser leitete ihn an, Teile aus mittelalterlichen Handschriften zu transkribieren. Dabei lernte er lateinische Paläographie, ein wichtiges Hilfsmittel bei seiner späteren Forschung.
Im Jahr 1944 starben Flaschs Mutter und sein jüngster Bruder bei einem Bombenangriff auf Mainz. Er selbst wurde verschüttet und überlebte. Für die weitere Zeit wurde er von Verwandten und mit ihm befreundeten Klerikern unterstützt. Fünfzehn Monate lang arbeitete er als Hilfsarbeiter in einer Gärtnerei, von der er mit Verpflegung und einem Schlafplatz entlohnt wurde. Der Vater lebte damals strafversetzt im Osten Deutschlands, weil er als regimefeindlich galt. Der junge Flasch entschied, nie Soldat werden zu wollen. Die Weltkriegsgeschichten hielten Flaschs politisches Bewusstsein wach.

### Studium
Flasch studierte vom Herbst 1950 bis Januar 1952 Philosophie an der Albert-Magnus-Akademie in Walberberg bei Bonn. Ab Sommersemester 1952 setzte er bis 1957 sein Philosophiestudium an der Johann-Wolfgang-Goethe-Universität in Frankfurt am Main fort. Geschichte, Gräzistik und Germanistik kamen als weitere Studienfächer dazu. Sein Staatsexamen legte er bei Theodor Adorno ab. Bei Johannes Hirschberger und Max Horkheimer wurde Flasch im Jahr 1956 in Frankfurt am Main mit der Arbeit Ordo dicitur multipliciter: Eine Studie zur Philosophie des „ordo“ bei Thomas von Aquin promoviert.

### Beruf
Im Jahr 1969 folgte die Habilitation mit der Schrift Die Metaphysik des Einen bei Nikolaus von Kues. Von 1970 bis 1995 war Flasch Ordinarius für Philosophie am Philosophischen Institut der Ruhr-Universität Bochum. Berufungsangebote aus Wien und Freiburg im Breisgau lehnte er ab. Er war u. a. als Gastprofessor an der Pariser Sorbonne tätig.
Kurt Flasch lebt in Mainz.

## Wirken

### Zugang zur Philosophie des Mittelalters
Flasch verfasste und verfasst Darstellungen der mittelalterlichen Philosophie im Kontext der Epoche, unter anderem zu Augustinus, Anselm von Canterbury, Meister Eckhart, Nikolaus von Kues und Dietrich von Freiberg, deren Werke er im Rahmen des von ihm zusammen mit Loris Sturlese begründeten Corpus Philosophorum Teutonicorum Medii Aevi herausgab. Die Geschichte des mittelalterlichen Denkens vermittelt, so Flaschs Projekt und Arbeitshypothese, wie Einzelne in einer von christlich-metaphysischen Vorstellungen geprägten Gesellschaft Konzepte entwickelten, die ihnen und anderen Orientierung geben sollten. Auf den ersten Blick „rein theoretische Fragen wurden in einem praktisch-politischen Zusammenhang“ erörtert. Die Anfänge komplexer Theorien waren häufig einfache Fragestellungen wie zum Beispiel „Sollte jeder wie ein Mönch leben?“ oder „Ist jeder Handel und jeder Kriegsdienst eine Sünde?“. Die Antworten flossen in Texte ein, die zeitbedingt kompliziert sind: Sie folgen fast immer antiken Schreib- und Denkmustern und „wirken auf den heutigen Leser zu abstrakt“. Sie stammen jedoch aus dem Leben, nicht aus überzeitlich geltenden Ideen, die – wie Flasch konstatiert – erst spätere Philosophen hypostasierten. Der Bezug zum pragmatischen Kontext bildet den Rahmen, in dem Flasch mittelalterliche Texte darstellt und interpretiert. Das übliche Verfahren, mit Schlagworten wie „Nominalismus“ oder „Realismus“, „Aristotelismus“ oder „Platonismus“ das geschichtliche Leben des Mittelalters zu erfassen, ist aus seiner Sicht ungeeignet. Es verhindere eine genauere Beschäftigung mit dem mittelalterlichen Denken und unterstütze Mittelaltervorstellungen, die geeignet sind, diese Zeit als Idylle „alt-neuer Geborgenheit“ zu inszenieren.

### Studie zu „Denkern des Krieges“
Flasch veröffentlichte im Jahr 2000 ein Buch mit dem Titel Die geistige Mobilmachung. Die deutschen Intellektuellen und der Erste Weltkrieg. Darin untersuchte er Reden und Texte von „Denkern des Krieges“ wie Rudolf Eucken, Ernst Troeltsch und Max Scheler. Flasch kam zu dem Ergebnis, diesen Texten sei das Denken gemeinsam, der Krieg sei gerecht und von unbedingtem, ideellem Wert für das nationale Volkswohl; die schrecklichen Folgen des Krieges, Tod und Not, seien ausgeblendet worden. Dieses Denken sei, so Flasch, vor dem Hintergrund der damals als Ergebnis der Geschichte vorherrschenden Ideen nachzuvollziehen. Die Kriegsdenker seien von historischen Bedingungen und von der Lebensphilosophie geprägt gewesen. Flasch stellte auch die bis dahin gültige Sichtweise in Frage, es habe eine schicksalhafte, notwendige Entwicklung zum Faschismus gegeben.

## Mitgliedschaften
- Accademia Nazionale dei Lincei
- Accademia Toscana di Scienze e Lettere
- Niedersächsische Akademie der Wissenschaften zu Göttingen
- Deutsche Akademie für Sprache und Dichtung

## Auszeichnungen und Ehrungen
- 2000: Sigmund-Freud-Preis für wissenschaftliche Prosa
- 2001: Kuno-Fischer-Preis der Universität Heidelberg für die Cusanus-Biographie
- 2002: Ehrendoktorwürde der Universität Luzern[18]
- 2009: Hannah-Arendt-Preis[19] und Ehrendoktorwürde der Universität Basel[20]
- 2010: Lessing-Preis für Kritik[21] und Essay-Preis Tractatus
- 2012: Joseph-Breitbach-Preis[22]

## Veröffentlichungen (Auswahl)
- Ordo dicitur multipliciter. Eine Studie zur Philosophie des „ordo“ bei Thomas von Aquin. Philosophische Dissertation Frankfurt am Main 1956.
- Die Metaphysik des Einen bei Nikolaus von Kues. Habilitationsschrift Leyden 1972.
- Augustin. Einführung in sein Denken. Reclam, Stuttgart 1980, 4. Auflage 2013, ISBN 978-3-15-009962-9.
- Das philosophische Denken im Mittelalter. Reclam, Stuttgart 1986, 4., durchgesehene Auflage 2020, ISBN 978-3-15-019479-9.
- Aufklärung im Mittelalter? Die Verurteilung von 1277. Das Dokument des Bischofs von Paris, eingeleitet, übersetzt und erläutert. (= Excerpta classica, Band 6). Dieterich, Mainz 1989, ISBN 3-87162-017-3.
- Einleitung. In: Burkhard Mojsisch (Hrsg.): Kann Gottes Nicht-Sein gedacht werden? Die Kontroverse zwischen Anselm von Canterbury und Gaunilo von Marmoutiers. Lateinisch-Deutsch, übersetzt, erläutert und herausgegeben von Burkhard Mojsisch. (= Excerpta classica, Band 4). Dieterich, Mainz 1989, ISBN 978-3-87162-019-5.
- Logik des Schreckens. Augustinus von Hippo. De diversis quaestionibus ad Simplicianum I 2. Dieterich, Mainz 1990, 3. Auflage 2012, ISBN 978-3-87162-078-2.
- Poesie nach der Pest. Der Anfang des Decameron. Dieterich, Mainz 1992, ISBN 3-87162-027-0.
- Nikolaus von Kues. Geschichte einer Entwicklung. Vorlesungen zur Einführung in seine Philosophie. Klostermann, Frankfurt am Main 1998; 3. Auflage 2008, ISBN 978-3-465-04059-0, Rezension.[23]
- Nikolaus von Kues in seiner Zeit. Reclam, Leipzig 2004, ISBN 978-3-15-018274-1.
- Die geistige Mobilmachung. Die deutschen Intellektuellen und der Erste Weltkrieg. Ein Versuch. Alexander Fest, Berlin 2000, ISBN 3-8286-0117-0.
- Über die Brücke. Mainzer Kindheit 1930–1949. (= Kleine Mainzer Bücherei, Band 18). H. Schmidt Universitätsdruckerei, Mainz 2002, ISBN 978-3-93564713-7.
  - 3., durchgesehene Auflage: Über die Brücke. Mainzer Kindheit 1930–1949. Klostermann, Frankfurt am Main 2021, ISBN 978-3-465-04121-4.
- Vernunft und Vergnügen. Liebesgeschichten aus dem Decameron. Beck, München 2002, ISBN 3-406-48959-1.
- Philosophie hat Geschichte. Band 1: Historische Philosophie. Beschreibung einer Denkart. Klostermann, Frankfurt am Main 2003, ISBN 3-465-03267-5.
- Was ist Zeit? Augustinus von Hippo. Das XI. Buch der Confessiones. Historisch-philosophische Studie. Text – Übersetzung – Kommentar. Frankfurt am Main 2004, ISBN 3-465-03374-4.
- Philosophie hat Geschichte. Band 2: Theorie der Philosophiehistorie. Klostermann, Frankfurt am Main 2005, ISBN 3-465-03431-7.
- Eva und Adam. Wandlungen eines Mythos. Beck, München 2005, ISBN 3-406-52763-9.
- Meister Eckhart. Die Geburt der „Deutschen Mystik“ aus dem Geist der arabischen Philosophie. Beck, München 2006, ISBN 3-406-54182-8.
- Dietrich von Freiberg. Philosophie, Theologie, Naturforschung um 1300. Klostermann, Frankfurt am Main 2007, ISBN 978-3-465-03301-1.
- Kampfplätze der Philosophie. Große Kontroversen von Augustinus bis Voltaire. Klostermann, Frankfurt am Main 2008, ISBN 978-3-465-04055-2.
- Meister Eckhart. Philosoph des Christentums. Beck, München 2010, ISBN 978-3-406-60022-7.
- Commedia und Einladung, Dante zu lesen. 2 Bände. S. Fischer, Frankfurt am Main 2011, ISBN 978-3-10-015339-5.
- Warum hat Dante Odysseus in die tiefste Hölle verbannt? (= Münchner Reden zur Poesie). Lyrik Kabinett, München 2011, ISBN 978-3-938776-27-8.
- Was ist Gott? Das Buch der 24 Philosophen. Lateinisch-Deutsch, erstmals übersetzt und kommentiert. Beck, München 2011, ISBN 978-3-406-60709-7.
- Warum ich kein Christ bin: Bericht und Argumentation. Beck, München 2013, ISBN 978-3-406-65284-4; als Taschenbuch: ebenda 2015, ISBN 978-3-406-67348-1.
- Der Teufel und seine Engel. Die neue Biographie. Beck, München 2015, ISBN 978-3-406-68412-8. Rezension: Rezension von Florian Felix Weyh im DLF (Deutschlandfunk) Büchermarkt. Aus dem literarischen Leben. Das Buch der Woche vom 6. Dezember 2015.
- Hans Blumenberg. Philosoph in Deutschland. Die Jahre 1945 bis 1966. Vittorio Klostermann, Frankfurt am Main 2017, ISBN 978-3-446-25662-0. Rezension von Erich Klein (2019)
- Christentum und Aufklärung. Voltaire gegen Pascal. Klostermann, Frankfurt am Main 2020, ISBN 978-3-465-01717-2.
- Katholische Wegbereiter des Nationalsozialismus. Michael Schmaus, Joseph Lortz, Josef Pieper. Essay. Klostermann, Frankfurt am Main 2021, ISBN 978-3-465-02706-5.[24]
- Studien zu Meister Eckhart. Klostermann, Frankfurt am Main 2022, ISBN 978-3-465-03340-0.
- Augustin neu lesen. Diskussionsbeitrag zu Kenneth M. Wilson. Klostermann, Frankfurt 2024, ISBN 978-3-465-04650-9.
- Augustins letztes Wort: Prädestination. Texte der Doppelschrift, deutsch: De praedestinatione sanctorum – De dono perseuerantiae. Mit Bemerkungen. Klostermann, Frankfurt 2024, ISBN 978-3-465-04651-6.